# Simonal - Ninguém Sabe o Duro Que Dei
Simonal - Ninguém sabe o duro que dei é um documentário brasileiro de 2009, dirigido por Micael Langer, Calvito Leral e Cláudio Manoel.

## Sobre o filme
É contada a história de Wilson Simonal, cantor brasileiro de grande sucesso nacional e internacional durante os anos de 1960 e início de 1970. Quando estava no auge, viu-se envolvido em um crime contra seu ex-contador (Raphael Viviani que dá um depoimento sobre o seu sequestro e tortura nas dependências do DOPS em 1971), e em função disso teria sido acusado de ser "informante" dos orgãos de repressão da Ditadura Militar que governava o país à época. Isso levou a sofrer um boicote de mais de 20 anos da classe artística e intelectual do país, contrária a ditadura, o que o levou a praticamente encerrar sua carreira. Além das imagens de antigos shows, programas e noticiários de televisão, que incluem cenas raras como duetos com Elis Regina e Sarah Vaughan, a trajetória do artista é contada por pessoas que o conheceram de perto, tais como Pelé, Chico Anysio, Toni Tornado, Nelson Motta, além de seus filhos Simoninha e Max de Castro e sua segunda mulher, Sandra Cerqueira, que relata os últimos anos de debilidade física e dificuldades do cantor e a luta para limpar o seu nome.

## Enredo
O filme começa contando a infância pobre de Wilson Simonal, cuja mãe era empregada doméstica no Rio de Janeiro. Ele entrou para o Exército e chegou a cabo, com o estímulo de sua mãe que queria que seguisse carreira militar e não tentasse a vida artística. Luís Carlos Miele lembra de quando o levou para o Beco das Garrafas, onde Simonal conseguiu se destacar mesmo se apresentando com artistas famosos. Nelson Motta fala de seu mentor Carlos Imperial, que teria idealizado com o cantor o estilo musical conhecido por A Turma da Pilantragem. Chico Anysio relata o domínio de palco de Simonal, que tinha total controle da platéia em suas apresentações durante os programas de televisão que apresentou na década de 1960. Toni Tornado conta de como o artista era popular e fala de seu sucesso em show no Maracanãzinho, quando foi aplaudido por cerca de 40 mil pessoas. Boni também fala do show, que era para ter como artista principal Sérgio Mendes, celebrizado por ter ganho um Prêmio Grammy nos Estados Unidos. Sérgio convidara Simonal para a primeira parte do show, mas com a reação do público chegou a pensar em não subir ao palco (e teria sido vaiado quando o fizera). Pelé também conta de quando o encontrou às vésperas da Copa do Mundo de Futebol de 1970 no México, e de sua surpresa com a popularidade do cantor também naquele país. Outros depoimentos são sobre como Simonal enfrentava o racismo e de como algumas pessoas influentes se incomodavam com sua imensa popularidade, que no final da década de 1960 chegara ao ponto de rivalizar com Roberto Carlos, o maior vendedor de discos do país. O lado comercial é enfatizado pelo próprio cantor, que em entrevista gravada afirmava dar muita importância ao dinheiro. Seu contrato com a Shell também é destacado. Outro desconforto provocado pelo cantor foi quando regravou a canção "País Tropical", de Jorge Ben, no início da década de 1970. A propaganda do regime militar era considerada "ufanista" e essa canção ajudava a levar essa mensagem enganosa ao povo, segundo os críticos. A partir daí é contado o caso do sequestro e tortura do ex-contador, acusado por Simonal de tê-lo roubado. Em seu depoimento, o profissional alega que o artista perdera o contrato com a Shell e que seu dinheiro com os shows e discos não era suficiente para bancar seu extravangante estilo de vida. O ex-contador conta ter sido levado por duas pessoas ao DOPS, clandestinamente, onde teria sido torturado e forçado a assinar uma confissão sobre o roubo. Simonal foi levado a uma delegacia para prestar esclarecimentos, quando então teria alegado ser "informante" do DOPS. A Imprensa divulgou a informação e logo a seguir, o cantor foi vaiado em uma aparição em público no Teatro Opinião, local de resistência artística e intelectual à Ditadura, e devido a isso não teria conseguido se apresentar. A campanha contra o cantor teve ainda a participação do jornal "O Pasquim", comentada por Jaguar e Ziraldo, que teria publicado charges sobre o "dedodurismo" do cantor. A partir daí, vários artistas se negaram a participar de shows e programas aos quais o cantor comparecesse. Simonal foi banido da Rede Globo e, segundo Boni, convidá-lo seria certeza de problemas pois outros artistas se negavam a participar com ele. A situação perdurou por mais de 20 anos, até que a Imprensa noticiou sobre os problemas de saúde decorrentes do alcoolismo, que o teria levado a ser internado em estado grave em um hospital. Após se recuperar, houve uma certa abertura para Simonal, que voltou à televisão quando então prestou diversos depoimentos alegando que a história de ser um "informante" era mentira. Sua segunda esposa, Sandra Cerqueira, fala dos últimos anos do cantor, quando ele ficava orgulhoso de ir aos shows dos filhos mas que se escondia do público por temer prejudicar a carreira deles. E que Simonal se angustiava ao se achar um "fantasma" e que ele "simplesmente não existia na história da música popular brasileira". O cantor faleceu em 2000, vítima de doença causada por alcoolismo.

## Prêmios e indicações

### Prêmios
Grande Prêmio do Cinema Brasileiro
- Melhor longa-metragem documentário: 2010
- Melhor montagem de documentário (Karen Akerman e Pedro Duran): 2010
- Melhor som (Denilson Campos e Paulo Ricardo Nunes): 2010
- Melhor trilha sonora original (Berna Ceppas): 2010

 É Tudo Verdade
- Menção honrosa: 2008

 Festival do Rio
- Hours Concours: 2008

 Festival de Paulínia
- Melhor filme - Júri oficial: 2008
- Melhor filme - Júri popular: 2008

  Brazilian Film Festival of Toronto
- Melhor filme: 2009

### Indicações
San Francisco International Film Festival
- Golden Gate Awards: 2010

 Vancouver Latin American Film Festival
- Melhor documentário: 2010